# Qualificazioni al campionato mondiale di calcio a 5 2012 - UEFA
Le qualificazioni al campionato mondiale di calcio a 5 2012, si è disputato dal 19 ottobre 2011 all'11 aprile 2012.
Il sorteggio dei vari gironi fu effettuato il 7 luglio 2011 a Nyon (Svizzera) nella sede della UEFA.

## Turno preliminare
Il turno preliminare è stato disputato dal 19 al 23 ottobre 2011 dalle nazionali di seconda fascia suddivise in cinque gironi. A passare il turno sono state le vincenti di ogni gruppo e le due migliori seconde.

### Gruppo A
Le partite si sono svolte a Tbilisi, Georgia
| Nazionale | G | V | N | P | GF | GS | Dif | Pti |
| --------- | - | - | - | - | -- | -- | --- | --- |
| Moldavia  | 3 | 1 | 2 | 0 | 14 | 4  | +10 | 5   |
| Georgia   | 3 | 1 | 2 | 0 | 14 | 4  | +10 | 5   |
| Armenia   | 3 | 1 | 2 | 0 | 8  | 4  | +4  | 5   |
| Malta     | 3 | 0 | 0 | 3 | 0  | 20 | -24 | 0   |

| 20 ottobre 2011 | Georgia                                 | 2 – 2 referto | Armenia | \| Arbitro: \| Gerd Bylois (BEL), Zoran Bogdanov (SRB) \| |
| Arbitro:        | Gerd Bylois (BEL), Zoran Bogdanov (SRB) |               |         |                                                           |

| 20 ottobre 2011 | Moldavia                                   | 10 – 0 referto | Malta | \| Arbitro: \| Cédric Pelissier (FRA), Nikola Jelić (CRO) \| |
| Arbitro:        | Cédric Pelissier (FRA), Nikola Jelić (CRO) |                |       |                                                              |

| 21 ottobre 2011 | Georgia                                  | 10 – 0 referto | Malta | \| Arbitro: \| Zoran Bogdanov (SRB), Nikola Jelić (CRO) \| |
| Arbitro:        | Zoran Bogdanov (SRB), Nikola Jelić (CRO) |                |       |                                                            |

| 21 ottobre 2011 | Armenia                                   | 2 – 2 referto | Moldavia | \| Arbitro: \| Cédric Pelissier (FRA), Gerd Bylois (BEL) \| |
| Arbitro:        | Cédric Pelissier (FRA), Gerd Bylois (BEL) |               |          |                                                             |

| 23 ottobre 2011 | Malta                                      | 0 – 4 referto | Armenia | \| Arbitro: \| Nikola Jelić (CRO), Cédric Pelissier (FRA) \| |
| Arbitro:        | Nikola Jelić (CRO), Cédric Pelissier (FRA) |               |         |                                                              |

| 23 ottobre 2011 | Moldavia                                | 2 – 2 referto | Georgia | \| Arbitro: \| Gerd Bylois (BEL), Zoran Bogdanov (SRB) \| |
| Arbitro:        | Gerd Bylois (BEL), Zoran Bogdanov (SRB) |               |         |                                                           |

### Gruppo B
Le partite si sono svolte a Sofia, Bulgaria
| Nazionale | G | V | N | P | GF | GS | Dif | Pti |
| --------- | - | - | - | - | -- | -- | --- | --- |
| Bulgaria  | 3 | 2 | 0 | 1 | 15 | 8  | +7  | 6   |
| Norvegia  | 3 | 2 | 0 | 1 | 8  | 8  | 0   | 6   |
| Grecia    | 3 | 2 | 0 | 1 | 10 | 7  | +3  | 6   |
| Andorra   | 3 | 0 | 0 | 3 | 8  | 18 | -10 | 0   |

| 19 ottobre 2011 | Bulgaria                                      | 8 – 4 referto | Andorra | \| Arbitro: \| Kreshnik Hakrama (ALB), Maksim Dzeikala (BLR) \| |
| Arbitro:        | Kreshnik Hakrama (ALB), Maksim Dzeikala (BLR) |               |         |                                                                 |

| 19 ottobre 2011 | Grecia                                   | 3 – 1 referto | Norvegia | \| Arbitro: \| Ilya Akimtsev (RUS), Dragan Skakić (BIH) \| |
| Arbitro:        | Ilya Akimtsev (RUS), Dragan Skakić (BIH) |               |          |                                                            |

| 20 ottobre 2011 | Bulgaria                                   | 2 – 3 referto | Norvegia | \| Arbitro: \| Maksim Dzeikala (BLR), Ilya Akimtsev (RUS) \| |
| Arbitro:        | Maksim Dzeikala (BLR), Ilya Akimtsev (RUS) |               |          |                                                              |

| 20 ottobre 2011 | Andorra                                     | 1 – 6 referto | Grecia | \| Arbitro: \| Dragan Skakić (BIH), Kreshnik Hakrama (ALB) \| |
| Arbitro:        | Dragan Skakić (BIH), Kreshnik Hakrama (ALB) |               |        |                                                               |

| 22 ottobre 2011 | Norvegia                                      | 4 – 3 referto | Andorra | \| Arbitro: \| Kreshnik Hakrama (ALB), Maksim Dzeikala (BLR) \| |
| Arbitro:        | Kreshnik Hakrama (ALB), Maksim Dzeikala (BLR) |               |         |                                                                 |

| 22 ottobre 2011 | Grecia                                   | 1 – 5 referto | Bulgaria | \| Arbitro: \| Dragan Skakić (BIH), Ilya Akimtsev (RUS) \| |
| Arbitro:        | Dragan Skakić (BIH), Ilya Akimtsev (RUS) |               |          |                                                            |

### Gruppo C
Le partite si sono svolte a Jelgava, Lettonia
| Nazionale   | G | V | N | P | GF | GS | Dif | Pti |
| ----------- | - | - | - | - | -- | -- | --- | --- |
| Lettonia    | 3 | 2 | 1 | 0 | 18 | 4  | +14 | 7   |
| Inghilterra | 3 | 2 | 0 | 1 | 9  | 12 | -3  | 6   |
| Cipro       | 3 | 1 | 1 | 1 | 7  | 6  | +1  | 4   |
| San Marino  | 3 | 0 | 0 | 3 | 5  | 17 | -12 | 0   |

| 20 ottobre 2011 | Lettonia | 7 – 1 referto | Inghilterra |  |

| 20 ottobre 2011 | Cipro | 3 – 1 referto | San Marino |  |

| 21 ottobre 2011 | Lettonia | 9 – 1 referto | San Marino |  |

| 21 ottobre 2011 | Inghilterra | 3 – 2 referto | Cipro |  |

| 23 ottobre 2011 | San Marino | 3 – 5 referto | Inghilterra |  |

| 23 ottobre 2011 | Cipro | 2 – 2 referto | Lettonia |  |

### Gruppo D
Le partite si sono svolte a Kiili, Estonia
| Nazionale | G | V | N | P | GF | GS | Dif | Pti |
| --------- | - | - | - | - | -- | -- | --- | --- |
| Turchia   | 3 | 3 | 0 | 0 | 15 | 5  | +10 | 9   |
| Albania   | 3 | 1 | 1 | 1 | 7  | 8  | -1  | 4   |
| Finlandia | 3 | 1 | 1 | 1 | 4  | 6  | -2  | 4   |
| Estonia   | 3 | 0 | 0 | 3 | 6  | 13 | -7  | 0   |

| Kiili 20 ottobre 2011, ore 16:30 UTC+2 | Finlandia                                   | 0 – 0 referto | Albania | Kiili Sports Hall\| Arbitro: \| Gavin Sartain (ENG), Slawomir Steczko (POL) \| |
| Arbitro:                               | Gavin Sartain (ENG), Slawomir Steczko (POL) |               |         |                                                                                |

| Kiili 20 ottobre 2011, ore 19:00 UTC+2 | Estonia                                       | 3 – 4 referto | Turchia | Kiili Sports Hall\| Arbitro: \| Gabriel Gherman (ROU), Slawomir Steczko (POL) \| |
| Arbitro:                               | Gabriel Gherman (ROU), Slawomir Steczko (POL) |               |         |                                                                                  |

| Kiili 21 ottobre 2011, ore 16:30 UTC+2 | Turchia                                     | 6 – 0 referto | Finlandia | Kiili Sports Hall\| Arbitro: \| Slawomir Steczko (POL), Gavin Sartain (ENG) \| |
| Arbitro:                               | Slawomir Steczko (POL), Gavin Sartain (ENG) |               |           |                                                                                |

| Kiili 21 ottobre 2011, ore 19:00 UTC+2 | Estonia                                  | 3 – 5 referto | Albania | Kiili Sports Hall\| Arbitro: \| Ramil Namazov (AZE), Gavin Sartain (ENG) \| |
| Arbitro:                               | Ramil Namazov (AZE), Gavin Sartain (ENG) |               |         |                                                                             |

| Kiili 23 ottobre 2011, ore 16:30 UTC+2 | Finlandia                                   | 4 – 0 referto | Estonia | Kiili Sports Hall\| Arbitro: \| Slawomir Steczko (POL), Ramil Namazov (AZE) \| |
| Arbitro:                               | Slawomir Steczko (POL), Ramil Namazov (AZE) |               |         |                                                                                |

| Kiili 23 ottobre 2011, ore 19:00 UTC+2 | Albania                                    | 2 – 5 referto | Turchia | Kiili Sports Hall\| Arbitro: \| Gavin Sartain (ENG), Gabriel Gherman (ROU) \| |
| Arbitro:                               | Gavin Sartain (ENG), Gabriel Gherman (ROU) |               |         |                                                                               |

### Gruppo E
Le partite si sono svolte a Veles, Macedonia
| Nazionale  | G | V | N | P | GF | GS | Dif | Pti |
| ---------- | - | - | - | - | -- | -- | --- | --- |
| Macedonia  | 3 | 3 | 0 | 0 | 15 | 4  | +11 | 9   |
| Francia    | 3 | 2 | 0 | 1 | 12 | 6  | +6  | 6   |
| Montenegro | 3 | 1 | 0 | 2 | 13 | 6  | +7  | 3   |
| Svizzera   | 3 | 0 | 0 | 3 | 2  | 26 | -24 | 0   |

| 20 ottobre 2011, ore 18:00 | Francia                                                                             | 7 – 0 referto | Svizzera | \| Arbitro: \| Dimitrios Zisimopoulos (GRE), Demetris Constantinou (CYP), Vyacheslav Daragan (UKR) \| |
| Arbitro:                   | Dimitrios Zisimopoulos (GRE), Demetris Constantinou (CYP), Vyacheslav Daragan (UKR) |               |          | |

| 20 ottobre 2011, ore 20:30 | Macedonia                                                                        | 2 – 1 referto | Montenegro | \| Arbitro: \| Aleksandrs Golubevs (LVA), Vyacheslav Daragan (UKR), Demetris Constantinou (CYP) \| |
| Arbitro:                   | Aleksandrs Golubevs (LVA), Vyacheslav Daragan (UKR), Demetris Constantinou (CYP) |               |            | |

| 21 ottobre 2011, ore 18:00 | Montenegro                                                                           | 3 – 4 referto | Francia | \| Arbitro: \| Demetris Constantinou (CYP), Aleksandrs Golubevs (LVA), Dimitrios Zisimopoulos (GRE) \| |
| Arbitro:                   | Demetris Constantinou (CYP), Aleksandrs Golubevs (LVA), Dimitrios Zisimopoulos (GRE) |               |         | |

| 21 ottobre 2011, ore 20:30 | Macedonia                                                                         | 10 – 2 referto | Svizzera | \| Arbitro: \| Vyacheslav Daragan (UKR), Dimitrios Zisimopoulos (GRE), Aleksandrs Golubevs (LVA) \| |
| Arbitro:                   | Vyacheslav Daragan (UKR), Dimitrios Zisimopoulos (GRE), Aleksandrs Golubevs (LVA) |                |          | |

| 23 ottobre 2011, ore 16:30 | Svizzera                                                | 0 – 9 referto | Montenegro | \| Arbitro: \| Dimitrios Zisimopoulos (GRE), Aleksandrs Golubevs (LVA) \| |
| Arbitro:                   | Dimitrios Zisimopoulos (GRE), Aleksandrs Golubevs (LVA) |               |            |                                                                           |

| 23 ottobre 2011, ore 19:00 | Francia                                               | 1 – 3 referto | Macedonia | \| Arbitro: \| Demetris Constantinou (CYP), Vyacheslav Daragan (UKR) \| |
| Arbitro:                   | Demetris Constantinou (CYP), Vyacheslav Daragan (UKR) |               |           |                                                                         |

## Turno principale
Alla seconda fase del torneo accedono anche le squadre di primo livello. Le prime due classificate dei sette gironi si qualificano ai play-off. Le gare si sono disputate dal 15 al 18 dicembre 2011.

### Gruppo 1
Le gare si sono disputate a Sarajevo, Bosnia ed Erzegovina
| Nazionale            | G | V | N | P | GF | GS | Dif | Pti |
| -------------------- | - | - | - | - | -- | -- | --- | --- |
| Spagna               | 3 | 3 | 0 | 0 | 20 | 0  | +20 | 9   |
| Norvegia             | 3 | 1 | 1 | 1 | 5  | 12 | -7  | 4   |
| Bosnia ed Erzegovina | 3 | 1 | 0 | 2 | 3  | 9  | -6  | 3   |
| Belgio               | 3 | 0 | 1 | 2 | 4  | 11 | -7  | 1   |

| Arbitro: | Bogdan Sorescu (ROU) Secondo arbitro:Kamil Çetin (TUR) Terzo arbitro:Dejan Nikolić (SVN) |

|                                                                             |           |  |
| Fernandão 2’ Lozano 4’, 12’ Lin 9’ Ortiz 16’ Alemão 20’ Blanco 26’ Usín 31’ | Marcatori |  |

| Arbitro: | Gerald Bauernfeind (AUT) Secondo arbitro:Dejan Nikolić (SVN) Terzo arbitro:Kamil Çetin (TUR) |

|                |           |             |
| Lalić 36’, 37’ | Marcatori | 38’ Chaibai |

| Arbitro: | Dejan Nikolić (SVN) Secondo arbitro:Gerald Bauernfeind (AUT) Terzo arbitro:Bogdan Sorescu (ROU) |

|           |           |                      |
| Lalić 22’ | Marcatori | 33’ Laajab 33’ Skaga |

| Arbitro: | Kamil Çetin (TUR) Secondo arbitro:Bogdan Sorescu (ROU) Terzo arbitro:Gerald Bauernfeind (AUT) |

|  |           |                                                                 |
|  | Marcatori | 4’ Lozano 16’ Blanco 18’ Usín 31’ Torrás 39’, 40’ (rig.) Alemão |

| Arbitro: | Gerald Bauernfeind (AUT) Secondo arbitro:Dejan Nikolić (SVN) Terzo arbitro:Kamil Çetin (TUR) |

|                                             |           |  |
| Fernandão 2’, 35’, 39’, 41’ Lin 8’ Usín 25’ | Marcatori |  |

| Arbitro: | Bogdan Sorescu (ROU) Secondo arbitro:Kamil Çetin (TUR) Terzo arbitro:Dejan Nikolić (SVN) |

|                                   |           |                                        |
| Skaga 18’ Sortevik 20’ Laajab 37’ | Marcatori | 20’ Canaris 27’ Achahbar 31’ Zouggaghi |

### Gruppo 2
Le gare si sono disputate a Caltanissetta, Italia
| Nazionale | G | V | N | P | GF | GS | Dif | Pti |
| --------- | - | - | - | - | -- | -- | --- | --- |
| Italia    | 3 | 3 | 0 | 0 | 19 | 5  | +14 | 9   |
| Romania   | 3 | 2 | 0 | 1 | 14 | 7  | +7  | 6   |
| Polonia   | 3 | 1 | 0 | 2 | 10 | 18 | -8  | 3   |
| Bulgaria  | 3 | 0 | 0 | 3 | 5  | 18 | -13 | 0   |

| Arbitri: | Gábor Kovács Saša Tomić Timo Onatsu |

|                                          |           |  |
| Radu 17'32'’ Dobre 29'49'’ Matei 36'50'’ | Marcatori |  |

| Arbitri: | Eduardo Fernandes Coelho Timo Onatsu Saša Tomić |

|                                                             |           |                                  |
| Lima 8'18'’ Vampeta 17'49'’ Honorio 19'21’, 38'52’, 39'45'’ | Marcatori | 33'35'’ Milewski 37'25'’ Budniak |

| Arbitri: | Gábor Kovács Eduardo Fernandes Coelho Saša Tomić |

|                                                |           | |
| Budniak 17'07’, 33'05'’ Șotărcă 35'45'’ (aut.) | Marcatori | 2'16'’ Gherman 7'07'’ Stoica 9'21’, 38'38'’ Matei 10'44'’ Dobre 12'30'’ Csoma 23'45'’ Răducu 30'42’, 31'02'’ Șotărcă |

| Arbitri: | Timo Onatsu Saša Tomić Eduardo Fernandes Coelho |

| |           |                       |
| Fortino 9'26'’ Lima 9'51’, 29'26'’ Honorio 19'32'’ Ippoliti 19'01'’ Trendafilov 24'60'’ (aut.) Torcivia 24'46’, 39'47'’ Leggiero 29'47'’ Forte 32'21'’ | Marcatori | 17'52'’ (rig.) Ivanov |

| Arbitri: | Saša Tomić Timo Onatsu Eduardo Fernandes Coelho |

|                                                                       |           |                                                                       |
| Nestorov 11'26'’ Trendafilov 19'54'’ Viktorov 25'14'’ Koychev 39'15'’ | Marcatori | 0'57'’ Machura 16'37’, 38'48'’ Kielpiński 17'11'’ Kubik 37'32'’ Kusia |

| Arbitri: | Gábor Kovács Eduardo Fernandes Coelho Timo Onatsu |

|                        |           |                                                              |
| Stoica 35'42’, 38'55'’ | Marcatori | 18'04'’ Fortino 32'25'’ Patias 38'46'’ Vampeta 39'30'’ Forte |

### Gruppo 3
Le gare si sono disputate a Laško, Slovenia.
| Nazionale | G | V | N | P | GF | GS | Dif | Pti |
| --------- | - | - | - | - | -- | -- | --- | --- |
| Serbia    | 3 | 2 | 1 | 0 | 11 | 5  | +6  | 7   |
| Slovenia  | 3 | 2 | 0 | 1 | 10 | 6  | +4  | 6   |
| Israele   | 3 | 0 | 2 | 1 | 9  | 10 | -1  | 2   |
| Moldavia  | 3 | 0 | 1 | 2 | 4  | 13 | -9  | 1   |

| Arbitro: | Ivan Shabanov (RUS) Secondo arbitro:Marc Birkett (ENG) Terzo arbitro:Robert Pieter Lenting (NED) |

|                                   |           |                      |
| Čujec 16’ Drobne 20’ Osredkar 29’ | Marcatori | 16’ Sabag 35’ Shriki |

| Arbitro: | Petros Panayides (CYP) Secondo arbitro:Robert Pieter Lenting (NED) Terzo arbitro:Marc Birkett (ENG) |

|                                                 |           |  |
| Janjić 2’ Milosavac 9’ Rajčević 11’ Bojović 32’ | Marcatori |  |

| Arbitro: | Robert Pieter Lenting (NED) Secondo arbitro:Ivan Shabanov (RUS) Terzo arbitro:Petros Panayides (CYP) |

|                                    |           |                                                    |
| Kalif 3’, 28’ Shriki 11’ Sabag 32’ | Marcatori | 12’, 12’ (rig.), 16’ (rig.) Rajčević 12’ Milosavac |

| Arbitro: | Marc Birkett (ENG) Secondo arbitro:Petros Panayides (CYP) Terzo arbitro:Ivan Shabanov (RUS) |

|                                                        |           |             |
| Pertič 3’, 13’ R. Uršič 17’, 18’ Drobne 21’ Grzelj 36’ | Marcatori | 10’ Antonov |

| Arbitro: | Petros Panayides (CYP) Secondo arbitro:Marc Birkett (ENG) Terzo arbitro:Robert Pieter Lenting (NED) |

|                            |           |                             |
| Hilotii 27’, 39’ Tacot 41’ | Marcatori | 4’, 23’ Shriki 31’ A. Cohen |

| Arbitro: | Ivan Shabanov (RUS) Secondo arbitro:Robert Pieter Lenting (NED) Terzo arbitro:Marc Birkett (ENG) |

|                             |           |              |
| Kocić 4’ Živanović 12’, 41’ | Marcatori | 25’ R. Uršič |

### Gruppo 4
Le gare si sono disputate a Coimbra, Portogallo.
| Nazionale  | G | V | N | P | GF | GS | Dif | Pti |
| ---------- | - | - | - | - | -- | -- | --- | --- |
| Portogallo | 3 | 3 | 0 | 0 | 14 | 1  | +13 | 9   |
| Slovacchia | 3 | 2 | 0 | 1 | 8  | 8  | 0   | 6   |
| Francia    | 3 | 1 | 0 | 2 | 4  | 11 | -7  | 3   |
| Lituania   | 3 | 0 | 0 | 3 | 4  | 10 | -6  | 0   |

| Arbitro: | Sebastian Stawicki (POL) Secondo arbitro:Kiazo Leladze (LVA) Terzo arbitro:Elchin Samadli (AZE) |

|                               |           |             |
| Haľko 10’ Rafaj 35’ Kozar 41’ | Marcatori | 34’ Chaulet |

| Arbitro: | Danijel Janošević (CRO) Secondo arbitro:Elchin Samadli (AZE) Terzo arbitro:Kiazo Leladze (LVA) |

|                                     |           |  |
| Cary 8’ Cardinal 22’ Ricardinho 33’ | Marcatori |  |

| Arbitro: | Elchin Samadli (AZE) Secondo arbitro:Sebastian Stawicki (POL) Terzo arbitro:Danijel Janošević (CRO) |

|                                |           |                                         |
| Rimkevičius 7’ Jeremejevas 33’ | Marcatori | 11’ Rafaj 12’ Serbin 14’ Haľko 32’ Rick |

| Arbitro: | Kiazo Leladze (LVA) Secondo arbitro:Danijel Janošević (CRO) Terzo arbitro:Sebastian Stawicki (POL) |

|                                                        |           |  |
| Ricardinho 2’ Cary 3’ Cardinal 4’, 5’, 25’ Marinho 11’ | Marcatori |  |

| Arbitro: | Sebastian Stawicki (POL) Secondo arbitro:Elchin Samadli (AZE) Terzo arbitro:Danijel Janošević (CRO) |

|                              |           |                                 |
| Otmani 16’, 40’ Teixeira 29’ | Marcatori | 4’ Rimkevičius 21’ Bezykornovas |

| Arbitro: | Kiazo Leladze (LVA) Secondo arbitro:Danijel Janošević (CRO) Terzo arbitro:Elchin Samadli (AZE) |

|            |           |                                                     |
| Mikita 13’ | Marcatori | 21’, 31’ Cardinal 23’ Queirós 31’ Matos 34’ Ricardo |

### Gruppo 5
Le gare si sono disputate a Baku, Azerbaigian.
| Nazionale   | G | V | N | P | GF | GS | Dif | Pti |
| ----------- | - | - | - | - | -- | -- | --- | --- |
| Ucraina     | 3 | 2 | 0 | 1 | 8  | 6  | +2  | 6   |
| Azerbaigian | 3 | 2 | 0 | 1 | 12 | 6  | +6  | 6   |
| Croazia     | 3 | 2 | 0 | 1 | 8  | 6  | +2  | 6   |
| Macedonia   | 3 | 0 | 0 | 3 | 3  | 13 | -10 | 0   |

| Arbitro: | Balázs Farkas (HUN) Secondo arbitro: Gerd Bylois (BEL) Terzo arbitro:Stephan Kammerer (GER) |

|                             |           |             |
| Ovsyannikov 27’ Kordoba 35’ | Marcatori | 5’ Micevski |

| Arbitro: | Karel Henych (CZE) Secondo arbitro:Stephan Kammerer (GER) Terzo arbitro:Gerd Bylois (BEL) |

|             |           |                                               |
| Borisov 36’ | Marcatori | 29’ Grcić 35’ Marinović 41’ (rig.) Despotović |

| Arbitro: | Stephan Kammerer (GER) Secondo arbitro:Karel Henych (CZE) Terzo arbitro:Balázs Farkas (HUN) |

|           |           |                                                 |
| Babić 39’ | Marcatori | 3’ Cheporniuk 19’ Pavlenko 27’, 32’ Ovsyannikov |

| Arbitro: | Gerd Bylois (BEL) Secondo arbitro:Balázs Farkas (HUN) Terzo arbitro:Karel Henych (CZE) |

|                                                                            |           |              |
| Felipe 11’, 17’, 17’ Dantas 16’ Fərəczadə 23’ Balakishiyev 33’ Hajiyev 34’ | Marcatori | 36’ Petrović |

| Arbitro: | Karel Henych (CZE) Secondo arbitro:Stephan Kammerer (GER) Terzo arbitro:Gerd Bylois (BEL) |

|              |           |                                       |
| Micevski 20’ | Marcatori | 5’ Suton 14’, 39’ Marinović 31’ Grcić |

| Arbitro: | Balázs Farkas (HUN) Secondo arbitro:Gerd Bylois (BEL) Terzo arbitro:Stephan Kammerer (GER) |

|                          |           |                                                 |
| Rogachov 12’ Romanov 28’ | Marcatori | 14’ Felipe 25’ Fərəczadə 33’ Serjão 34’ Borisov |

### Gruppo 6
Le gare si sono disputate a Brno, Repubblica Ceca.
| Nazionale   | G | V | N | P | GF | GS | Dif | Pti |
| ----------- | - | - | - | - | -- | -- | --- | --- |
| Rep. Ceca   | 3 | 3 | 0 | 0 | 13 | 5  | +8  | 9   |
| Bielorussia | 3 | 2 | 0 | 1 | 11 | 6  | +5  | 6   |
| Paesi Bassi | 3 | 1 | 0 | 2 | 5  | 10 | -5  | 3   |
| Turchia     | 3 | 0 | 0 | 3 | 6  | 14 | -8  | 0   |

| Arbitro: | Pascal Fritz (FRA) Secondo arbitro:Oleg Ivanov (UKR) Terzo arbitro:Aleksandras Sliva (LTU) |

|                                                       |           |                 |
| Rešetár 2’, 26’ R. Mareš 5’ Seidler 9’ M. Mareš I 37’ | Marcatori | 20’ El Morabiti |

| Arbitro: | Francisco Miguel Pena Diaz (ESP) Secondo arbitro:Aleksandras Sliva (LTU) Terzo arbitro:Oleg Ivanov (UKR) |

|                                                                 |           |                   |
| Gorbenko 5’, 24’ Savintsev 7’ Chibisov 21’, 30’ Černik 33’, 36’ | Marcatori | 6’ Kenan Köseoğlu |

| Arbitro: | Oleg Ivanov (UKR) Secondo arbitro:Francisco Miguel Pena Diaz (ESP) Terzo arbitro:Pascal Fritz (FRA) |

|                             |           |                                   |
| Kopecký 4’, 24’ Rešetár 11’ | Marcatori | 15’ Büyüktopaç 40’ Burak Yıldırım |

| Arbitro: | Aleksandras Sliva (LTU) Secondo arbitro:Pascal Fritz (FRA) Terzo arbitro:Francisco Miguel Pena Diaz (ESP) |

|  |           |                      |
|  | Marcatori | 17’ Černik 35’ Popov |

| Arbitro: | Pascal Fritz (FRA) Secondo arbitro:Aleksandras Sliva (LTU) Terzo arbitro:Oleg Ivanov (UKR) |

|                                                     |           |                                                |
| Serhat Çiçek 8’ Burak Yıldırım 37’ İsmail Çelen 41’ | Marcatori | 7’ (rig.), 33’, 39’ Adil Zouthane 15’ Saadouni |

| Arbitro: | Francisco Miguel Pena Diaz (ESP) Secondo arbitro:Oleg Ivanov (UKR) Terzo arbitro:Aleksandras Sliva (LTU) |

|                      |           |                                                                |
| Černik 15’ Popov 17’ | Marcatori | 3’, 37’ Rešetár 10’ Janovský 13’ (aut.) Kadakov 25’ J. Novotný |

### Gruppo 7
Le gare si sono disputate a Gyöngyös, Ungheria.
| Nazionale  | G | V | N | P | GF | GS | Dif | Pti |
| ---------- | - | - | - | - | -- | -- | --- | --- |
| Russia     | 3 | 3 | 0 | 0 | 10 | 2  | +8  | 9   |
| Ungheria   | 3 | 1 | 1 | 1 | 10 | 8  | +2  | 4   |
| Lettonia   | 3 | 0 | 2 | 1 | 5  | 7  | -2  | 2   |
| Kazakistan | 3 | 0 | 1 | 2 | 3  | 11 | -8  | 1   |

| Arbitri: | Fernando Gutiérrez Lumbreras Sreten Vasić Franco Cachia |

|                              |           |  |
| Badretdinov 12’ Maevskij 17’ | Marcatori |  |

| Arbitri: | Francesco Massini Franco Cachia Sreten Vasić |

|                                                     |           |                 |
| Gyurcsányi 6’ Németh P. 15’, 40’ Dróth 17’ Lódi 35’ | Marcatori | 21’ Yesenamanov |

| Arbitri: | Franco Cachia Francesco Massini Fernando Gutiérrez Lumbreras |

|  |           |                                                          |
|  | Marcatori | 9’ (aut.) Kazakov 24’ Maevskij 37’ Sergeev 39’ Nugumanov |

| Arbitri: | Sreten Vasić Fernando Gutiérrez Lumbreras Francesco Massini |

|                                 |           |                                       |
| Csopaki 4’ Lódi 7’ Harnisch 40’ | Marcatori | 9’ Šustrovs 15’ Dacko 31’ Zabarovskis |

| Arbitri: | Francesco Massini Franco Cachia Sreten Vasić |

|                              |           |                             |
| Maksims Seņs 19'42’, 35'01'’ | Marcatori | 21'33'’ Taku 33'34'’ Dovgan |

| Arbitri: | Fernando Gutiérrez Lumbreras Sreten Vasić Franco Cachia |

|                                                           |           |                                |
| Abramov 1'51'’ Cirilo 5'02'’ Maevskij 16'10'’ Sergeev 40’ | Marcatori | 29'43'’ Harnisch 38'53'’ Dróth |

## Play-off
Le sette squadre vincitrici dei gironi si sono scontrate con le sette seconde classificate. L'accoppiamento è stato effettuato tramite sorteggio sabato 11 febbraio 2012 alle ore 11:30 presso l'Hotel Sheraton di Zagabria. Le gare di andata si sono disputate dal 25 al 28 marzo, mentre il ritorno dall'8 all'11 aprile 2012. Le squadre vincitrici parteciperanno ai mondiali in Thailandia.
Squadre qualificate:
| Gruppo | Vincitrici | Seconde     |
| ------ | ---------- | ----------- |
| 1      | Spagna     | Norvegia    |
| 2      | Italia     | Romania     |
| 3      | Serbia     | Slovenia    |
| 4      | Portogallo | Slovacchia  |
| 5      | Ucraina    | Azerbaigian |
| 6      | Rep. Ceca  | Bielorussia |
| 7      | Russia     | Ungheria    |

### Riassunto
| Squadra 1   | Totale | Squadra 2  | Andata | Ritorno |
| ----------- | ------ | ---------- | ------ | ------- |
| Slovacchia  | 0–12   | Spagna     | 0–4    | 0–8     |
| Azerbaigian | 4–5    | Russia     | 2–3    | 2–2     |
| Norvegia    | 0-7    | Italia     | 0–5    | 0-2     |
| Bielorussia | 2–11   | Portogallo | 1–7    | 1–4     |
| Slovenia    | 3-4    | Rep. Ceca  | 2–0    | 1-4     |
| Romania     | 4–5    | Ucraina    | 0–4    | 4–1     |
| Ungheria    | 2–6    | Serbia     | 1–0    | 1–6     |

### Andata
| Arbitri: | Ivan Shabanov Marc Birkett Gavin Sartain |

|               |           |  |
| Lovas 34'21'’ | Marcatori |  |

| Arbitri: | Sebastian Stawicki Abdallah Benazzi Robert Pieter Lenting |

|               |           | |
| Černik 7'08'’ | Marcatori | 2'05'’, 15'23'’, 22'54'’ Ricardinho 18'28'’ Arnaldo 22'17'’ Marinho 27'25'’ Fernandes 35'37'’ Cardinal |

| Arbitri: | Francesco Massini Alessandro Malfer Angelo Galante |

|                            |           |  |
| Fetić 9'08'’ Uršič 29'28'’ | Marcatori |  |

| Arbitri: | Bogdan Sorescu Timo Onatsu Gabriel Gherman |

|  |           |                                                          |
|  | Marcatori | 23'004'’, 34'43'’ Aicardo 30'44'’ Fernandão 32'30'’ Usín |

| Arbitri: | Pascal Lemal Gerd Bylois Stéphane Deraeve |

|  |           |                                                                |
|  | Marcatori | 1'05'’ Fedorchenko 5'14'’ Struk 19'05'’ Rogachov 33'40'’ Žurba |

| Arbitri: | Borut Šivic Dejan Nikolić Gregor Kovačič |

|                              |           |                                            |
| Kaká 36'07'’ Hajiyev 39'50'’ | Marcatori | 12'44'’ Milovanov 23'43'’, 30'33'’ Sergeev |

| Arbitri: | Stephan Kammerer Swen Eichler Borislav Kolev |

|  |           |                                                                     |
|  | Marcatori | 4'53'’, 19'59'’ Vampeta 22'28'’ Patias 34'01"’ Lima 37'11'’ Fortino |

### Ritorno
| Arbitri: | Fernando Lumbreras Roberto Garcia Marin Francisco Diaz |

|                 |           |                                                |
| Romanov 21'36'’ | Marcatori | 19'07'’, 20'25'’, 27'26'’ Stoica 24'29'’ Ignat |

| Arbitri: | Eduardo Fernandes Coelho Gerald Bauernfeind Kamil Çetin |

|                                                                                  |           |              |
| Pršić 9'04'’, 19'45'’ Rajčević 14'55'’, 20'32'’ Janjić 15'46'’ Živanović 30'47'’ | Marcatori | 35'01'’ Lódi |

| Arbitri: | Karel Henych Jan Kresta Radek Venc |

|                                 |           |                               |
| Pereverzev 4'37'’ Fukin 21'13'’ | Marcatori | 17'25'’ Serjão 29'05'’ Dantas |

| Arbitri: | Danijel Janošević Saša Tomić Nikola Jelić |

|                                                               |           |                  |
| Arnaldo 14'21'’ Cary 28'29'’ Fernandes 28'51'’ Leitão 38'16'’ | Marcatori | 29'07'’ Gorbenko |

| Arbitri: | Gábor Kovács Balázs Farkas Cédric Pelissier |

| |           |  |
| Álvaro 6'04'’ J. Ruiz 17'40'’ Lozano 17'57'’, 27'36'’, 27'49'’ Usín 28'29'’ Lin 35'47'’ Miguelin 37'57'’ | Marcatori |  |

| Arbitri: | Oleg Ivanov Sergey Drebuzhan Hennadiy Hora |

|                                                      |           |               |
| Mareš 6'04’, 26'32'’ Kopecký 11'58'’ Rešetár 38'59'’ | Marcatori | 2'14'’ Pertič |

| Arbitri: | Petros Panayides Franco Cachia Antonis Constantinides |

|                            |           |  |
| Assis 2'51'’ Forte 21'43'’ | Marcatori |  |

## Squadre qualificate
| Qualificate al mondiale | Ucraina | Serbia | Russia | Portogallo | Spagna | Italia | Rep. Ceca |
| ----------------------- | ------- | ------ | ------ | ---------- | ------ | ------ | --------- |